# Shai Gilgeous-Alexander
Shaivonte Aician Gilgeous-Alexander (ur. 12 lipca 1998 w Toronto) – kanadyjski koszykarz, występujący na pozycji rozgrywającego, aktualnie zawodnik Oklahoma City Thunder. W sezonie 2024/2025 uznany za najwartościowszego gracza w lidze NBA.
W 2016 wziął udział w meczu wschodzących gwiazd – BioSteel All Canadian, a rok później – Derby Classic, Nike Hoop Summit. Podczas drugiego z wymienionych spotkań został wybrany MVP. Został też zaliczony do III składu USA Today's All-USA.
Jego matka Charmaine Gilgeous reprezentowała barwy Antigui i Barbudy na igrzyskach olimpijskich w Barcelonie, w biegu na 400 m.
10 lipca 2019 trafił w wyniku wymiany do Oklahoma City Thunder.

## Osiągnięcia
Stan na 1 maja 2024, na podstawie, o ile nie zaznaczono inaczej.

### NCAA
- Uczestnik rozgrywek Sweet 16 turnieju NCAA (2018)
- Mistrz turnieju konferencji Southeastern (SEC – 2018)
- MVP turnieju SEC (2018)[7]
- Zaliczony do:
  - I składu:
    - najlepszych pierwszorocznych zawodników SEC (2018)
    - turnieju SEC (2018)

  - II składu SEC (2018)
- Najlepszy pierwszoroczny zawodnik tygodnia SEC (15.01.2018)

### NBA
- MVP sezonu NBA (2024/2025)[1]
- Zaliczony do:
  - I składu NBA (2024)[8]
  - II składu debiutantów NBA (2019)[9]
- Uczestnik:
  - meczu gwiazd NBA (2023, 2024)[10][11]
  - Rising Stars Challenge (2019[12], 2020[13])
  - konkursu Skills Challenge (2020)[14]

### Reprezentacja
Seniorska
- Brązowy medalista mistrzostw świata (2023)[15]
- Zaliczony do:
  - I składu mistrzostw świata (2023)[16]
  - II składu turnieju koszykarskiego igrzysk olimpijskich (2024)[17]

Młodzieżowa
- Wicemistrz Ameryki U–18 (2016)